# Relais 4 × 100 mètres masculin aux championnats du monde d'athlétisme 2019
Pour un article plus général, voir Championnats du monde d'athlétisme 2019.
Navigation
Londres 2017 Eugene 2022
L'épreuve du relais 4 × 100 mètres masculin des championnats du monde de 2019 se déroule les 4 et 5 octobre 2019 dans le Khalifa International Stadium, au Qatar.

## Résultats

### Finale
| Rang               | Couloir  | Pays                                                             | Athlète                                                                             | Temps   | Notes  |
| ------------------ | -------- | ---------------------------------------------------------------- | ----------------------------------------------------------------------------------- | ------- | ------ |
| Médaille d'or      | 8        | États-Unis                                                       | Christian Coleman, Justin Gatlin, Mike Rodgers, Noah Lyles                          | 37 s 10 | WL, NR |
| Médaille d'argent  | 7        | Royaume-Uni                                                      | Adam Gemili, Zharnel Hughes, Richard Kilty, Nethaneel Mitchell-Blake                | 37 s 36 | AR     |
| Médaille de bronze | 4        | Japon                                                            | Shuhei Tada, Kirara Shiraishi, Yoshihide Kiryū, Abdul Hakim Sani Brown              | 37 s 43 | AR     |
| 4                  | 6        | Brésil                                                           | Rodrigo do Nascimento, Vitor Hugo dos Santos, Derick Silva, Paulo André de Oliveira | 37 s 72 | AR     |
| 5                  | 5        | Afrique du Sud                                                   | Thando Dlodlo, Simon Magakwe, Clarence Munyai, Akani Simbine                        | 37 s 73 |        |
| 6                  | 9        | Chine                                                            | Su Bingtian, Xu Zhouzheng, Wu Zhiqiang, Bie Ge                                      | 38 s 07 |        |
|                    | 2        | France                                                           | Amaury Golitin, Jimmy Vicaut, Méba-Mickaël Zeze, Christophe Lemaitre                |         | DNF    |
| 3                  | Pays-Bas | Joris van Gool, Taymir Burnet, Hensley Paulina, Churandy Martina |                                                                                     | DQ      |        |

### Séries
Les 3 premiers de chaque série (Q) et les 2 meilleurs temps (q) accèdent à la finale.
| Rang | Série | Couloir | Pays                                                                              | Athlète                                                                             | Temps | Notes  |  |
| ---- | ----- | ------- | --------------------------------------------------------------------------------- | ----------------------------------------------------------------------------------- | ----- | ------ |  |
| 1    | 1     | 6       | Royaume-Uni                                                                       | Adam Gemili, Zharnel Hughes, Richard Kilty, Nethaneel Mitchell-Blake                | 37.56 | Q, WL  |  |
| 2    | 2     | 4       | Afrique du Sud                                                                    | Thando Dlodlo, Simon Magakwe, Clarence Munyai, Akani Simbine                        | 37.65 | Q, AR  |  |
| 3    | 2     | 5       | Japon                                                                             | Yuki Koike, Kirara Shiraishi, Yoshihide Kiryū, Abdul Hakim Sani Brown               | 37.78 | Q, SB  |  |
| 4    | 2     | 9       | Chine                                                                             | Su Bingtian, Xu Zhouzheng, Wu Zhiqiang, Xie Zhenye                                  | 37.79 | Q, NR  |  |
| 5    | 2     | 6       | France                                                                            | Amaury Golitin, Jimmy Vicaut, Méba-Mickaël Zeze, Mouhamadou Fall                    | 37.88 | q, SB  |  |
| 6    | 1     | 2       | Brésil                                                                            | Rodrigo do Nascimento, Vitor Hugo dos Santos, Derick Silva, Paulo André de Oliveira | 37.90 | Q, =AR |  |
| 7    | 2     | 3       | Pays-Bas                                                                          | Joris van Gool, Taymir Burnet, Hensley Paulina, Churandy Martina                    | 37.91 | q, NR  |  |
| 8    | 2     | 2       | Canada                                                                            | Gavin Smellie, Aaron Brown, Brendon Rodney, Andre De Grasse                         | 37.91 | SB     |  |
| 9    | 1     | 5       | États-Unis                                                                        | Christian Coleman, Justin Gatlin, Mike Rodgers, Cravon Gillespie                    | 38.03 | Q, SB  |  |
| 10   | 1     | 4       | Italie                                                                            | Federico Cattaneo, Marcell Jacobs, Davide Manenti, Filippo Tortu                    | 38.11 | NR     |  |
| 11   | 1     | 7       | Jamaïque                                                                          | Oshane Bailey, Yohan Blake, Rasheed Dwyer, Tyquendo Tracey                          | 38.15 | SB     |  |
| 12   | 2     | 7       | Allemagne                                                                         | Julian Reus, Joshua Hartmann, Roy Schmidt, Marvin Schulte                           | 38.24 | SB     |  |
| 13   | 1     | 8       | Ghana                                                                             | Sean Safo-Antwi, Benjamin Azamati-Kwaku, Martin Owusu Antwi, Joseph Amoah           | 38.24 | SB     |  |
|      | 1     | 3       | Turquie                                                                           | Kayhan Özer, Jak Ali Harvey, Emre Zafer Barnes, Ramil Guliyev                       | 99.98 | DQ     |  |
| 2    | 8     | Nigeria | Enoch Olaoluwa Adegoke, Usheoritse Itsekiri, Ogho-Oghene Egwero, Adeseye Ogunlewe | DQ                                                                                  |       |        |  |
| 1    | 9     | Qatar   |                                                                                   | DNS                                                                                 | DNS   |        |  |

## Légende
Records et Performances
- AR : Record continental (area record)
- CR : Record des championnats (championship record)
- MR : Record du meeting (meet record)
- NR : Record national (national record)
- OR : Record olympique (olympic record)
- PR : Record paralympique (paralympic record)
- PB : Record personnel (personal best)
- SB : Meilleure performance personnelle de la saison (season's best)
- WL : Meilleure performance mondiale de l'année (world leader)
- WJR : Record du monde junior (world junior record)
- WR : Record du monde (world record)

Circonstances et Conditions
- DNF : N'a pas terminé (did not finish)
- DNS : N'a pas pris le départ (did not start)
- DQ : Disqualification (disqualification)
- NM : Aucun essai valable enregistré (No Mark)
- Q : Qualifié « directement » au prochain tour (ou à la prochaine compétition), lors d'une compétition majeure, grâce au classement ou à la réalisation des minima (automatic qualifier)
- q : Qualifié au prochain tour (ou à la prochaine compétition), lors d'une compétition majeure, grâce au repêchage ou à la réalisation de l'une des meilleures performances parmi celles des « non qualifiés directement » (grâce au meilleur temps ou à la meilleure distance par exemple) (secondary qualifier)